# Irena Degutienė
Irena Degutienė (ur. 1 czerwca 1949 w Szawlach) – litewska polityk, lekarka, minister pracy i opieki socjalnej w latach 1996–2000, w 1999 dwukrotnie pełniąca obowiązki premiera, przewodnicząca Sejmu w latach 2009–2012.

## Życiorys
W 1974 ukończyła studia na Wydziale Medycznym Uniwersytetu Wileńskiego.
W latach 1974–1976 pracowała jako lekarz terapeuta w kombinacie bawełnianym w Olicie. Od 1976 zatrudniona w Wileńskim Szpitalu Klinicznym Czerwonego Krzyża na stanowiskach: anestezjologa, kierownika oddziału gastroenterologii, zastępcy lekarza naczelnego i lekarza naczelnego. W latach 1994–1996 pełniła funkcję sekretarza Ministerstwa Zdrowia.
W 1994 dołączyła do Związku Ojczyzny, objęła funkcję wiceprzewodniczącej partii. W 1996, 2000 i 2004 była wybierana do Sejmu kolejnych kadencji. Zasiadła we frakcji Związku Ojczyzny, od 2005 była jej przewodniczącą.
10 grudnia 1996 otrzymała nominację na stanowisko ministra pracy i opieki socjalnej w rządzie Gediminasa Vagnoriusa. Urząd sprawowała do 9 listopada 2000. Od 4 do 18 maja (po rezygnacji Gediminasa Vagnoriusa), a następnie od 27 października do 3 listopada 1999 (po rezygnacji Rolandasa Paksasa) pełniła obowiązki premiera.
W wyborach parlamentarnych w 2008 po raz czwarty uzyskała mandat poselski z okręgu jednomandatowego. 20 listopada 2008 objęła funkcję pierwszego wiceprzewodniczącego Sejmu. W wyniku odwołania 15 września 2009 przewodniczącego Sejmu Arūnasa Valinskasa przejęła wykonywanie jego obowiązków. Dwa dni później została wybrana na przewodniczącą parlamentu jako pierwsza kobieta w historii Litwy. W wyborach parlamentarnych w 2012 ponownie została wybrana do parlamentu z okręgu jednomandatowego. W nowej kadencji wybrana na wiceprzewodniczącą Sejmu. W 2016 utrzymała mandat poselski na kolejną kadencję. Pozostała na stanowisku wiceprzewodniczącej Sejmu. W 2020 nie ubiegała się o ponowny wybór na posłankę.

## Odznaczenia
- Krzyż Wielki Orderu Witolda Wielkiego – 2019[6]
- Medal Rady Bałtyckiej – 2003[7]